# Wootton, Lincolnshire
Wootton är en ort och civil parish i Storbritannien.   Den ligger i kommunen North Lincolnshire och riksdelen England, i den sydöstra delen av landet, 240 km norr om huvudstaden London. Wootton ligger 41 meter över havet och antalet invånare är 492.
Terrängen runt Wootton är platt. Runt Wootton är det ganska tätbefolkat, med 111 invånare per kvadratkilometer. Närmaste större samhälle är Kingston upon Hull, 12,8 km norr om Wootton. Trakten runt Wootton består till största delen av jordbruksmark.